# کلیف الکساندر
کلیف الکساندر (انگلیسی: Cliff Alexander؛ زادهٔ ۱۶ نوامبر ۱۹۹۵) بازیکن بسکتبال اهل ایالات متحده آمریکا است.

## حرفه
از باشگاه‌هایی که در آن بازی کرده‌است می‌توان به پورتلند تریل بلیزرز اشاره کرد.

## دستاورد
وی در مسابقات کشوری و بین‌المللی در مجموع برندهٔ ۱ مدال طلا شده‌است.